# Chociwel (gemeente)
De gemeente Chociwel is een gemeente in het noordoosten van powiat Stargardzki. Aangrenzende gemeenten:
- Dobrzany, Ińsko, Marianowo en Stara Dąbrowa (powiat Stargardzki)
- Maszewo (powiat Goleniowski)
- Dobra en Węgorzyno (powiat Łobez)

Zetel van de gemeente is in de stad Chociwel.
De gemeente beslaat 10,6% van de totale oppervlakte van de powiat.

## Demografie
Stand op 30 juni 2004:
| Omschrijving                   | Totaal | Totaal | Vrouwen | Vrouwen | Mannen | Mannen |
| ------------------------------ | ------ | ------ | ------- | ------- | ------ | ------ |
| eenheid                        | aantal | %      | aantal  | %       | aantal | %      |
| inwoners                       | 6132   | 100    | 3069    | 50      | 3063   | 50     |
| bevolkingsdichtheid (inw./km²) | 38,2   | 38,2   | 19,1    | 19,1    | 19,1   | 19,1   |

De gemeente heeft 5,1% van het aantal inwoners van de powiat. In 2002 bedroeg het gemiddelde inkomen per inwoner 1472,57 zł.

## Plaatsen
- Chociwel (Duits Freienwalde, stad sinds 1338)

Administratieve plaatsen (sołectwo) van de gemeente Chociwel:
- Bobrowniki, Bród, Długie, Kamienny Most, Kania, Karkowo, Lisowo, Lublino, Oświno, Starzyce en Wieleń Pomorski.

## Overige plaatsen
- Chociwel Wieś, Kamionka, Kania Mała, Mokrze, Mokrzyca, Płątkowo, Pieczonka, Radomyśl, Sątyrz Pierwszy, Sątyrz Drugi, Spławie, Starzyce II, Zabrodzie, Zakępie